# カリブ夢の旅
カリブ夢の旅（かりぶゆめのたび）は、平野祐香里作詞、橋本祥路作曲による合唱曲。1989年発表。カリブ海におけるトレジャーハンターの少年がテーマと思われる。ハ長調。

## 概要
主に合唱コンクールなどで中学生に歌われることが多い。キャプテンキッドは海賊の船長ウィリアム・キッド（William Kidd、/1645-1701）の伝説をモチーフに、カリブ海への冒険の旅に夢を馳せる伸びやかな曲となっている。
一般的に、ソプラノ・アルト・バスに分かれて歌われることが多い。中学生の合唱では、ソプラノ・アルト・テノールで歌われる場合が多い。